# 杉下右京の事件簿
『杉下右京の事件簿』（すぎしたうきょうのじけんぼ）は、碇卯人による日本の推理小説。

## 概要
テレビ朝日のテレビドラマ『相棒』シリーズのノベライズを手掛けてきた碇が挑んだシリーズ初のオリジナル小説で、イギリスのスコットランドを舞台とした「霧と樽」と奄美大島を舞台とした「ケンムンの森」の2編が収められている。

時系列としては「霧と樽」はドラマのseason1とseason2の間、休暇中の右京がイギリス滞在時に遭遇した出来事で、「ケンムンの森」はseason7の第10話から第18話の間、右京の相棒だった亀山薫が特命係を去り、新たな相棒の神戸尊が来る前までの出来事である。2012年に続編『杉下右京の冒険』が刊行された。

## 霧と樽
休暇を利用してスコットランドへやって来た杉下右京は、50年物の長期熟成シングル・モルトの蔵開きが行われると聞き、スペイサイド地区の小さなウイスキー蒸溜所、グレンジール蒸溜所を訪ねる。
その地方には〈スコッチの神〉という巨人の伝説があり、その巨人が現れた年はウイスキーの出来栄えが良いが、蒸溜所に不幸が起こると言われており、30年前には当主の祖父が、そして10年前には当主の父親が亡くなっていた。
そして蔵開き当日、鍵を開け蔵に入ると、空の樽が一つ転がり落ちており、従業員たちが持ち上げると、中から虫の息の状態の職人頭、ゴードン・ミルズが転がり出てきた。ミルズは病院へ搬送中に亡くなり、状況から殺人と判断され、地元警察が捜査を開始する。

### 登場人物
杉下 右京（すぎした うきょう）
元警視庁特命係の刑事。
特命係時代に数々の事件を解決に導いたことが上の不興を買い、警察学校の教官に異動させられるが、「人手は足りている」と判断し、休暇を取り、慣れ親しんだ地であるイギリスにフラットを借り、スコットランドを訪れる。
グレンジール蒸溜所〈マクミラン家〉
アンディ・マクミラン
グレンジール蒸溜所の八代目当主。28歳。気弱な喋り方をする。
ケイト・マクミラン
アンディの妻。
ウォルター・マクミラン
アンディの息子。フィリップという猫を飼っている。
ポール・マクミラン
アンディの祖父、故人。グレンジールの経営を立て直した。30年物のシングル・モルトが収められていた蔵で事故死した。
イアン・マクミラン
アンディの父、故人。10年前、40年物のシングル・モルトの蔵開き後に、空になった蔵で巨人に踏みつけられたように、腹部を押し潰された内臓破裂の状態で亡くなっていた。
スーザン・マクミラン
アンディの母。
サイモン・カーク
マクミラン家の使用人。小柄な老人。
ルース・カーライル
グレンジール蒸溜所の経理担当者。古株の女性従業員。霧の中に巨人を目撃する。
ゴードン・ミルズ
グレンジール蒸溜所のスチルマン（蒸溜釜で製造されるスピリッツの品質を管理する技師）。全体の工程管理を任されており、アンディが全幅の信頼を寄せる職人。
ロッホアラン蒸溜所〈バックマスター家〉
ピート・バックマスター
グレンジールとは犬猿の仲の、ロッホアラン蒸溜所の当主。
ジャック・ブリッグス
ロッホアラン蒸溜所のクーパー（樽職人）。
スペイサイド警察署
ロバート・スウィニー
スペイサイド警察署の警部。捜査責任者。
フレッド・レイノルズ / アラン・コフ
スペイサイド警察署の刑事。
ルドルフ・マッケンジー
スペイサイド警察署の警察官。鑑識の責任者。
リチャード・スコット
マッケンジーの部下。鑑識一の若手。
その他
ベン・コープランド
右京がスコットランドで投宿していたB&Bの主人。マクミラン一族とは親戚。
〈スコッチの神〉
スコットランドの地方に伝わる伝説の巨人。蒸溜所に出来の良いウイスキーと不幸をもたらす。

## ケンムンの森
組織犯罪対策五課の角田課長に頼まれ、暴力団幹部の身柄護送を引き受けた右京は奄美大島へと降り立つ。だが、一足先に被疑者は中国人の仲間2人と共に逃亡してしまう。すぐに検問が張られ、捕まるのは時間の問題と思われた。
その日の夜、奄美署の警官の誘いを断れず、地場の料理を楽しんでいた右京は、居合わせた観光客と地元のツアーガイドから、原生林で奄美に古くから伝わる「“ケンムン”を見た」と聞かされる。
翌朝、“ケンムン”が目撃された森で、逃亡していた中国人の死体が発見される。

### 登場人物
杉下 右京（すぎした うきょう）
警視庁特命係、警部。
角田 六郎（かくた ろくろう）
警視庁組織犯罪対策第五課長。
不審船
安田 隆博（やすだ たかひろ）
指定暴力団・沢田組の下部組織、安田一家の幹部。奄美大島の沖合で座礁した不審船から身柄を拘束された後に、病院から逃亡する。
孫 偉（スン ウェイ）
中国人乗組員、密輸船の船長。逃亡した翌朝に死体で発見される。
王 暁東（ワン シャオトン）
中国人乗組員、船長補佐。身柄拘束後に病院で原因不明の死を遂げる。
楊 敏君（ヤン ミンジュン）
中国人乗組員。
奄美警察署
富田 真吾（とみた しんご）
奄美警察署生活安全刑事課、警部補。42歳。
泉（いずみ）
奄美警察署長、警視。
徳島（とくしま）
奄美警察署生活安全刑事課、巡査部長。
名瀬消防署
尾方（おがた）
名瀬消防署、機関員。
西（にし）
名瀬消防署、救急隊長。
真木（まき）
名瀬消防署、救急隊員。
その他
清正 修（せいしょう おさむ）
61歳。座礁した不審船の第一発見者。
西條 忠秀（さいじょう ただひで）
奄美ネイチャーツアーのインタープリター（ガイド）。
矢岡 義仁（やおか よしひと）
沢田組と敵対する矢岡会の会長。
〈ケンムン〉
奄美の森に住んでいるとされる妖怪。小学生くらいの大きさで二足歩行をする。人に会うと相撲をしかけたり、道に迷わせたりする。